# Groeberellidae
Groeberellidae zijn een uitgestorven familie van tweekleppigen uit de orde Trigonioida.

## Taxonomie
De volgende taxa zijn bij de familie ingedeeld:
- † Groeberella Leanza, 1993
  -  † Groeberella neuquensis (Groeber, 1924)